# Rosa de Hiroshima
"Rosa de Hiroshima" é uma canção da banda Secos e Molhados, a partir do poema "Rosa de Hiroxima", de Vinícius de Moraes, musicado por Gerson Conrad. O poema alude aos bombardeamentos de Hiroshima e Nagasaki durante a Segunda Guerra Mundial.

## Canção
Rosa de Hiroshima foi lançada no ano de 1973, no disco de estreia do grupo. Foi a única canção creditada a Gerson Conrad no álbum. A canção é um grito pacifista e antinuclear, lançada em plena ditadura no Brasil. Foi apresentada ao vivo no espetáculo do grupo no Maracanãzinho em meados de 1974.
A música foi a décima terceira mais executada nas rádios brasileiras no ano de 1973. Em 2009, a revista Rolling Stone brasileira listou Rosa de Hiroshima como a número 69 entre As 100 Maiores Músicas Brasileiras.
A música comenta os efeitos das bombas atômicas lançadas em Hiroshima e Nagasaki durante a Segunda Guerra Mundial.

Outras versões
- A canção foi lançada em uma versão ao vivo em Secos e Molhados - Ao Vivo no Maracanãzinho, de 1974.
- Ney Matogrosso regravou e apresentou ao vivo esta canção em carreira solo.
- Arnaldo Antunes regravou esta canção para o disco Assim Assado - Tributo ao Secos e Molhados que comemorava os 30 anos do Secos e Molhados, lançado em 2003.
- A banda Salário Mínimo regravou esta canção para o disco Beijo Fatal, de 1987.
- A musica também foi gravada pela banda Raices de America no seu primeiro álbum nos anos 80.

## Publicações
- Antologia poética
- Poesia completa e prosa: "Nossa senhora de Los Angeles"
- Poesia completa e prosa: "Cancioneiro"